# Сингх, Балдев
Балдев Сингх (хинди बलदेव सिंह, в.-пандж. ਬਲਦੇਵ ਸਿੰਘ; 11 июля 1902, Думна, Рупар, Пенджаб, Британская Индия — 29 июня 1961, Дели, Индия) — индийский политик и сикхский лидер, активист индийского национально-освободительного движения. Являлся первым министром обороны Индии в 1947—1952 годах.

## Биография

### Ранняя жизнь и начало политической карьеры
Балдев Сингх родился 11 июля 1902 года в деревне Думна на территории округа Рупар провинции Пенджаб Британской Индии в семье, относящейся к этнической группе джат. Его отец — Индер Сингх, работал промышленником. Мать Сингха — Нихал Каур Сингх, происходила из деревни Манпур. Балдев Сингх получил образование в Кхалса-колледже, находящемся в городе Амритсар. Он начал работать в фирме своего отца, занимающейся сталелитейной промышленностью. Позже Сингх стал её директором. 
Балдев Сингх был женат на Хардев Каур, происходившей из пенджабской деревни Джайланпур. Впоследствии, она ему родила двух сыновей: Сарджита Сингха и Гурдипа Сингха.
В 1937 году Балдев Сингх победил на выборах в провинциальное Законодательное собрание Пенджаба в качестве кандидата от Пантик парти в соответствии с законом об управлении Индии 1935 года. После этого Сингх стал тесно связан с Тарой Сингхом и партией Акали дал.

### Миссия Криппса и Вторая мировая война
Когда была организована миссия Криппса в 1942 году, чтобы предложить индийцам ту или иную форму самоуправления, Балдев Сингх был выбран представителем сикхских общин на переговорах, в которые также входили представители партий Индийский национальный конгресс и Всеиндийская мусульманская лига. Однако сама миссия не достигла никакого прогресса.
В то время как Индийский национальный конгресс запустил Августовское движение, Балдев Сингх и другие сикхские лидеры не поддержали его. Он заключил соглашение с Сикандаром Хаятом Ханом о формировании правительства Пенджаба. Летом 1942 года Сингх ненадолго стал министром развития провинции Пенджаб.

### Миссия кабинета министров и правительство
Балдев Сингх был снова выбран представлять точку зрения сикхов в плане миссии кабинета министров, которая была организована для обсуждения предложений о политической независимости Индии. Сингх подтвердил точку зрения сикхов о том, что Индия должна оставаться единой страной с особой защитой прав религиозных меньшинств. Он также настаивал на том, что в случае, если разделение станет неизбежным, разделение Пенджаба должно произойти таким образом, чтобы обеспечить территориальную защиту сикхам от мусульманского господства.
Хотя Балдев Сингх и другие сикхи изначально выступали против реализации плана миссии от 16 мая на том основании, что он не обеспечивал никакой защиты сикхской общине, Сингх вошёл в Исполнительный совет нового вице-короля Индии, который возглавили лидеры Индийского национального конгресса Джавахарлал Неру и Валлабхаи Патель. Сингх стал членом Министерства обороны Индии. Однако к началу 1947 года стало ясно, что Временное правительство Индии не будет работать из-за конфликта между Индийским национальным конгрессом и Всеиндийской мусульманской лигой.

### Министр обороны Индии
15 августа 1947 года Индия стала независимым государством, и Балдев Сингх был назначен первым министром обороны Индии при первом премьер-министре Индии Джавахарлале Неру. Сингх также был членом Учредительного собрания Индии.
Вместе с министром внутренних дел Индии Валлабхаи Пателем, Сингх стал ответственным за руководство усилиями Сухопутных войск Индии по обеспечению безопасности, помощи и нахождению убежища более чем 10 миллионам индусам и сикхам, которые покидали недавно созданный Пакистан. Большая волна насилия вспыхнула по обе стороны границы вдоль Пенджаба и Бенгалии, и на сегодняшний день, по оценкам, от этого погибло более 1 миллиона человек, и ещё миллионы пострадали от обычных актов жестокости и сильных физических и личностных травм, полученных в результате миграции.
Сухопутные войска Индии были застигнуты врасплох, и в результате конфликта они распались на более мелкие части. Тысячи офицеров-мусульман уезжали в Пакистан. Беспорядки вспыхнули в Калькутте, Дели и Бомбее. Патель и Сингх руководили с фронта, и, несмотря на тяжелые потери, Сухопутные войска Индии, наконец, восстановили мир и верховенство закона по всей Индии, включая границы Пенджаба и Бенгалии. Они организовали массовую операцию по оказанию помощи миллионам людей, прибывающих в Индию.
Министр обороны Балдев Сингх также руководил подготовкой и планированием войны в Джамму и Кашмире, которая вспыхнула между пакистанскими племенами, и некоторые военные офицеры совершили вторжение в государство с целью присоединения его к Пакистану. В течение почти двух лет Сухопутные войска Индии вели бои с боевиками и пакистанской армией на самых высоких высотах в мире. Сухопутным войскам удалось победить налётчиков и захватить большую часть оспариваемой территории. 28 ноября 1948 года Рой Бучер посоветовал премьер-министру Джавахарлалу Неру согласиться на прекращение огня, поскольку «общее военное решение больше невозможно». Бучер в своём интервью Балу Раму Нанде сказал, что 31 декабря 1948 года Балдев Сингх наконец сообщил ему о согласии с прекращением огня.
В сентябре 1948 года Балдев Сингх и его военачальники подготовили планы операции «Поло», которая присоединила туземное княжество Хайдарабад к Индийскому Союзу. Сингх оставался близким советником по урегулированию Кашмирского конфликта и вопросам политической интеграции Индии.
После парламентских выборов 1952 года в Индии Балдева Сингха на посту министра обороны Индии сменил Нарасимха Гопалсвами Айянгар.

### Дальнейшая жизнь
В 1952 году Балдев Сингх был избран в парламент Индии в качестве члена Индийского национального конгресса на первых демократических выборах в соответствии с новой Конституцией Индии. Однако он не присоединился к правительству Джавахарлала Неру. Сингх оставался главным политическим представителем интересов сикхов и пользовался уважением партии Акали дал. В 1957 году он был переизбран в парламент.
Сингх умер в Дели после продолжительной болезни в 1961 году. У него остались двое сыновей, Сарджит Сингх (1927—1993) и Гурдип Сингх. Сарджит Сингх был министром кооперации в правительстве Паркаша Сингха Бадала. Он был женат на Радж Мохиндер Каур, и у него остались сын Теджбал Сингх и дочь Джасприт Каур. Гурдип Сингх был женат на Балджит Каур и имел 4 детей. У Балдева Сингха есть 7 правнуков. Его племянник Рави Индер Сингх был спикером Видхан сабхи Пенджаба.